# 短果茴芹
短果茴芹（学名：Pimpinella brachycarpa）为伞形科茴芹属的植物。分布于俄罗斯、朝鲜以及中国大陆的河北、贵州、吉林、辽宁等地，生长于海拔500米至900米的地区，多生长于河边以及林缘，目前尚未由人工引种栽培。

## 别名
大叶芹（东北草本植物志）